# Liliana Gaviria
Liliana Gaviria Trujillo (Pereira, 1954-Pereira, 27 de abril de 2006) fue una empresaria colombiana.
Conocida por ser la hermana del expresidente de Colombia y exsecretario general de la Organización de Estados Americanos (OEA), César Gaviria Trujillo y del ex secuestrado del grupo "Jorge Eliécer Gaitán" (JEGA) Juan Carlos Gaviria.  Fue asesinada por paramilitares el 27 de abril de 2006 tras un intento de secuestro, lo que causó un repudio general en Colombia, especialmente en la ciudad de Pereira donde fue sepultada en medio de una multitud de dolientes. Carlos Mario Jiménez, alias Macaco, reconoció su participación en el asesinato de Liliana Gaviria.

## Biografía
Gaviria fue la tercera de cinco hermanos, era propietaria de una importante constructora de Risaralda dedicada a la vivienda de interés social. Tenía unos 52 años, estaba divorciada y tenía una hija; Carolina Castañeda. Era licenciada en lenguas modernas de la Universidad de los Andes en Bogotá. Fue gerente de la empresa Conurbanos S.A, Integra Inmobiliaria y Seguros Atlas, que alteraba como administradora de la constructora su hermano Juan Carlos Gaviria. También se desempeñó como integrante de la Junta Directiva del periódico La Tarde de la ciudad de Pereira.

## Muerte
El intento de secuestro a Liliana Gaviria ocurrió a las 7:00 PM (UTC-5) en el sector de La Badea, donde residía, un paraje del municipio de Dosquebradas, departamento de Risaralda, cerca a la capital departamental, Pereira. Gaviria iba junto a su guardaespaldas personal, el agente de la Policía Nacional de Colombia Fernando Vélez Rengifo y que murió asesinado al enfrentarse a tiros con los secuestradores.
Los secuestradores, al menos ocho hombres armados, se la llevaron en su vehículo al Parque Industrial de Pereira donde le dieron muerte y donde posteriormente las autoridades hallaron su cadáver. Gaviria murió por un disparo que se alojó en el abdomen, con una herida al corazón letal". Cerca del sitio donde fue encontrado el cadáver de Gaviria fue encontrado otro vehículo, marca Mazda de color rojo, que al parecer también fue utilizado en los hechos.
Tras conocer sobre el hecho, el expresidente César Gaviria, quien se encontraba en la ciudad de Valledupar, viajó a Pereira para ponerse al frente de la situación, mientras que el presidente de Colombia, Álvaro Uribe, repudió el crimen y ofreció de inmediato COP$1000 millones de pesos de recompensa a quien brindara información sobre los autores de este hecho. El mismo Gaviria aseguró que lo que no hizo Pablo Escobar lo hizo la guerrilla para presionar al gobierno del presidente Álvaro Uribe. El presidente Uribe se trasladó a Pereira, ordenó al director de la Policía, General Jorge Daniel Castro, y al ministro de Defensa, Camilo Ospina Bernal, asumir el caso e invitó a la ciudadanía a movilizarse como rechazo a este asesinato. El gobernador de Risaralda Carlos Alberto Botero y el alcalde encargado Germán Darío Saldarriaga también se apersonaron de las investigaciones.

### Reacciones
- Álvaro Uribe, Presidente de Colombia: "Nos duele mucho recibir esta noticia. Nos duele muchísimo que ocurran estos crímenes. Nos duele muchísimo que se le cause este dolor a la familia del señor expresidente César Gaviria, a la sociedad de Pereira, a la sociedad de Risaralda y a la comunidad colombiana".[3]

- Angelino Garzón, gobernador del departamento del Valle del Cauca: "Es un asesinato miserable, condenable desde todo punto de vista. Quiero expresarle mi solidaridad y mis manifestaciones de dolor al expresidente César Gaviria y a su familia. Solicitarle a toda la población de Risaralda que si tiene alguna información la entregue a los organismos de investigación, porque este es un crimen que debe esclarecerse, un hecho que crea una imagen muy negativa para el país. Hoy, más que nunca, invitó a los colombianos a rechazar estas manifestaciones de violencia y a cerrar filas en torno a una convivencia pacífica".[1]

- Carlos Gaviria Díaz, candidato presidencial (2006): "grave, porque ocurre en un contexto de un proceso electoral y la víctima estaba ligada por lazos de consanguinidad a un líder político muy importante del país".[6]

- Horacio Serpa, candidato presidencial (2006): "Estoy muy confundido con esta noticia tan desagradable. Este acto se suma a una cadena de episodios muy confusos. En verdad lamento mucho este hecho de violencia. Ahora hay que ver lo que toca hacer hacia un futuro, pero la cosa se está complicando..."[1] "...por los acontecimientos criminales que salpican de sangre la actual campaña política, provocan incertidumbre y evidencian la falta de garantías".[6]

- Antanas Mockus, candidato presidencial (2006): "Obviamente este crimen provoca indignación. Es una provocación muy violenta a los procesos que se viene desarrollando en Colombia. Es muy dolorosa la pérdida de esta vida y hay que rodear a la familia del expresidente César Gaviria. Es una expresión del todo vale y los que creen que todo vale al final se harán daño ellos mismos. Es inaceptable".[1]

- Piedad Córdoba, senadora: "Es un acto demencial totalmente rechazable que se da en un clima de absoluto terror como el que se está viviendo en el país y se suma al asesinato de manera escabrosa de mi asesor Jaime Gómez. Mi tesis es que en esta campaña no deberían llevarse a cabo las elecciones, sino que se deberían retirar los candidatos”.[1]

- Vólmar Pérez, Defensor del Pueblo: "Es una víctima más de la intolerancia en nuestro país. Este hecho se suma a la cadena de dolores de los colombianos, por ello es necesario desarmar los espíritus y contribuir a que la campaña electoral transcurra por los cauces de la tolerancia".[1]

- Rodrigo Rivera, senador: "Son los absurdos que no tienen ninguna clase de explicación. Sólo tristeza, dolor y repudio merece por parte de la ciudadanía de bien de este país esta clase de actos que se siguen repitiendo y tienen que parar algún día en Colombia".[1]

- Gustavo Petro, representante a la Cámara: "La región donde fue asesinada Gaviria, es un centro de disputa de poder entre mafias emergentes y grupos económicos tradicionales".[6]

### Presunta  Responsabilidad de la Columna Móvil Teófilo Forero
El 6 de mayo de 2006, la Policía anunció que una testigo había presenciado las imágenes del Mazda 626 color rojo en los noticieros de televisión en el que se movilizaron los sicarios y decidió presentarse a testificar al sede del Cuerpo Técnico de Investigaciones (CTI) de Pereira. La testigo afirmó conocer a sus dueños, ya que dos meses antes se había hecho amiga de un grupo de personas que había llegado a vivir a Dosquebradas y que habían alquilado una habitación en la misma casa en la que ella vivía. Afirmó haberlos visto a las 6 PM (UTC-5) del día de los hechos, saliendo apresuradamente de la casa.
Las autoridades tenían la pista del Mazda rojo, habían obtenido huellas digitales, sangre y la tarjeta de propiedad del vehículo. El vehículo había sido vendido en la ciudad de Cartago (Valle del Cauca) a un individuo llamado Javier Rendón, y a quien tras un allanamiento en Pereira fue identificado por fotografías. La testigo ayudó a la policía con los retratos hablados. Cuando el director del CTI, Víctor García le mostró la fotografía de Javier Rendón a la testigo este la reconoció como "Jota". La testigo dio los teléfonos celulares que le habían dado a ella como amigos y la policía logró rastrear todas las llamadas realizadas. Los números telefónicos coincidían con celulares utilizados por algunos integrantes del Frente Aurelio Rodríguez que actuaba en Risaralda, y otros de miembros de la Columna Móvil Teófilo Forero. Las autoridades le mostraron un álbum de fotografías con integrantes de la Columna Móvil Teófilo Forero a la testigo y logró reconocer a tres miembros: Alexánder Puerta Triana, Beatriz Villalba Betancur y Armando Hermosa Tovar alias 'Rubén' (escoltas del jefe de dicho grupo, Hernán Darío Velásquez alias Óscar Montero o El Paisa.
Con el avance de las investigaciones, las autoridades lograron determinar mediante testigos que el Mazda había sido visto en una finca del municipio de Santa Rosa de Cabal. Tras hallar la propiedad las autoridades encontraron un sitio acondicionado para mantener secuestrada a una persona. Las FARC-EP pretendían cometer un secuestro con fines políticos para presionar al gobierno a concluir el "acuerdo humanitario". Alias James Patamala, autor intelectual del asesinato.
Sin embargo posteriormente sería el líder paramilitar "macaco" quien confesaría frente a la justicia que habrían Sido estructuras paramiliatres las responsables del crimen.

### Mención en Computadores de alias "Raúl Reyes"
Según publicó la Revista Semana de Colombia, sobre información encontrada en los computadores de Raúl Reyes, 15 días después del asesinato de Gaviria, el jefe de la guerrilla de las FARC-EP, alias "Manuel Marulanda" o "Tirofijo", identificándose con las siglas "J.E.", reconoció supuestamente que fueron las FARC-EP quienes cometieron el crimen. El texto decía lo siguiente:

Mayo 13 de 2006 
Camaradas del Secretariado: Los saludo cordialmente y a la vez para comentarles lo siguiente: 
...La propuesta de hacer un comunicado relacionado con la muerte de la hermana del expresidente Gaviria es bueno pero no estoy en antecedente para dar opiniones. Solo estoy claro que el pleno de 2000 dejó como conclusión en sus planes el ajusticiamiento de jefes políticos comprometidos en la guerra contra el pueblo. 
Sin más, JE (‘Tirofijo’).